# Selim Mbareki
Selim Mbareki (arabe : سليم مباركي), né le 6 mars 1996, est un joueur tunisien de volley-ball.

## Carrière
Avec l'équipe de Tunisie, Selim Mbareki remporte le championnat d'Afrique 2019 en Tunisie. Il dispute ensuite le tournoi masculin de volley-ball aux Jeux olympiques d'été de 2020 à Tokyo.
En club, Selim Mbareki évolue à l'Espérance sportive de Tunis.